# San Pedro Amuzgos
San Pedro Amuzgos är en ort i Mexiko.   Den ligger i kommunen San Pedro Amuzgos och delstaten Oaxaca, i den sydöstra delen av landet, 300 km söder om huvudstaden Mexico City. San Pedro Amuzgos ligger 509 meter över havet och antalet invånare är 4 003.
Terrängen runt San Pedro Amuzgos är lite kuperad. Runt San Pedro Amuzgos är det ganska glesbefolkat, med 38 invånare per kvadratkilometer. Närmaste större samhälle är Santa María Zacatepec, 16,3 km nordost om San Pedro Amuzgos. Omgivningarna runt San Pedro Amuzgos är en mosaik av jordbruksmark och naturlig växtlighet.